# 奧桑加特山
13°47′19″S 71°13′52″W / 13.78861°S 71.23111°W

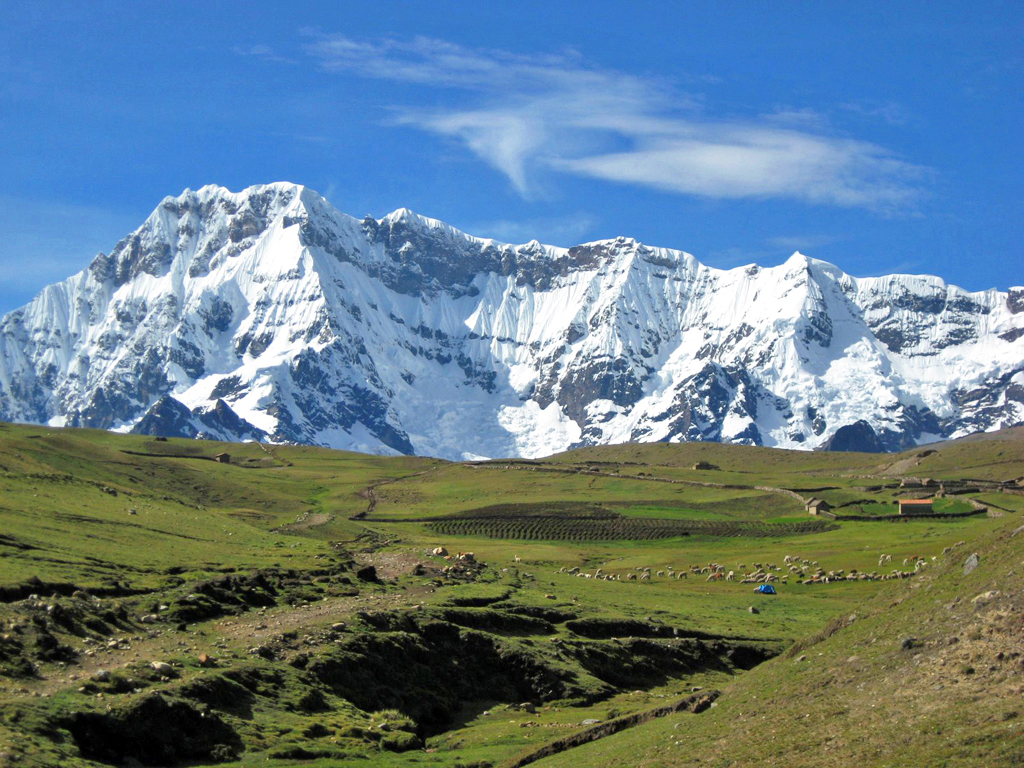

奧桑加特山（西班牙語：Ausangate），是秘魯的山峰，位於庫斯科大區，處於庫斯科東南面約100公里，屬於安第斯山脈中韋爾卡努塔山脈的一部分，海拔高度6,384米。